# 2AW
2AW（ツー・エー・ダブリュー）は、千葉県を中心に活動しているプロレス団体。団体名はアクティブ・アドバンス・プロレスリング（Active Advance Pro-wrestling）の略。
2002年4月に設立し、2019年6月に現名称に改称・リニューアル。旧団体名はKAIENTAI DOJO、旧社名は有限会社かいえんたいどうじょう。2000年にプエルトリコで創業された、プロレスラー養成施設が起源。

## 歴史

### 2019年
- 1月19日、KAIENTAI DOJOの創業者であるTAKAみちのくが記者会見を行って1月30日で取締役解任及び退団することを発表。
- 4月8日、団体名と社名を変更することを発表。
- 4月13日、6月から団体名を2AW、社名をオンリーアドバンスに変更することを発表[1][2]。
- 6月1日、団体名を2AW、法人名をオンリーアドバンスに改称。改称後の1回目の興行を"旗揚げ戦"と称し、団体・企業を一新する大規模リニューアルを実施することになった。
- 6月2日、TKPガーデンシティ千葉で"旗揚げ戦"として「GRAND SLAM in TKPガーデンシティ千葉」を開催。
- 11月10日、若松大樹、ナカ・シュウマがデビュー。
- 12月12日、さとうゆうきが退団。

### 2020年
- 3月25日、チチャリート・翔暉がデビュー。
- 7月1日、仁木琢郎が入団。
- 10月31日、バンビが退団。

### 2021年
- 1月1日、真霜拳號が入団。
- 2月14日、菊池伴実がレフェリーデビュー。
- 11月23日、進垣リナが引退。

### 2022年
- 2月13日、タンク永井が引退。
- 6月30日、梶トマトが退団。
- 7月1日、ティーラン獅沙が琉球ドラゴンプロレスリングに移籍。
- 12月31日、条柴拓真が退団。

### 2023年
- 5月14日、超人勇者Gヴァリオン、脇田真一朗が入団。
- 6月16日、浅川紫悠が退団。

### 2025年
- 3月23日、彩月悠叶がデビュー。

## タイトルホルダー
| タイトル        | 保持者            | 歴代   |
| --------------- | ----------------- | ------ |
| 2AW無差別級王座 | 若松大樹          | 第13代 |
| 2AWタッグ王座   | 仁木琢郎 花見達也 | 第19代 |

## 所属選手・主要参戦選手

### 正規軍
- リッキー・フジ
- 超人勇者Gヴァリオン（BRAVES兼任所属）
- MIYAWAKI（限定参戦）
- 旭志織
- テイラー・アダムス（フリー）
- 脇田真一朗（プロレス実験団GUYZ、BRAVES兼任所属）
- 彩月悠叶

### MJ2
- 真霜拳號
- CHANGO（フリー）
- 本田アユム
- ナカ・シュウマ
- 最上九

### 紅炎
- 花見達也
- 十嶋くにお
- 仁木琢郎

### スターライトドリーマーズ
- 笹村あやめ
- 吉野コータロー

### ぶっ飛べ☆ミサイルキッカーズ
- 滝澤大志
- 若松大樹

### 吉田綾斗だけ
- 吉田綾斗
- 藤田ミノル
- チチャリート・翔暉

## スタッフ

### レフェリー
- トミー茨城
- ナルシー秋宗
- 菊池伴実

## 歴代タイトル
- 千葉6人タッグ王座

## 歴代所属選手

### 男子選手
- さとうゆうき（旧：佐藤悠己、現：AMAKUSA）
- タンク永井
- 梶トマト
- ティーラン獅沙
- 条柴拓真（旧：ダイナソー拓真、THE・アンドリュー"キング"拓真）
- 浅川紫悠

### 女子選手
- バンビ
- 進垣リナ